# Moerkerke
Moerkerke är en ort i Belgien.   Den ligger i provinsen Västflandern och regionen Flandern, i den nordvästra delen av landet, 80 km nordväst om huvudstaden Bryssel. Moerkerke ligger 2 meter över havet och antalet invånare är 2 959.
Terrängen runt Moerkerke är mycket platt. Runt Moerkerke är det ganska tätbefolkat, med 199 invånare per kvadratkilometer.. Närmaste större samhälle är Brygge, 9,2 km väster om Moerkerke. 
Trakten runt Moerkerke består till största delen av jordbruksmark.